# Керриган, Лиам
Лиам Керриган (англ. Liam Kerrigan; 9 мая 2000, Слайго, Ирландия) — ирландский футболист, вингер. Может выступать на позиции атакующего полузащитника и нападающего.

## Клубная карьера
Начал заниматься футболом в академии клуба «Слайго Роверс» из родного города. Выступал за команды до 17 и до 19 лет. За основную команду дебютировал 9 марта 2018 года в домашней игре с «Уотерфордом», выйдя на замену на 89-й минуте. Впервые в стартовом составе вышел 19 октября в матче с «Дандолком», уйдя с поля на 74-й минуте. Первым результативным действием отметился 3 сентября 2019 года в домашнем матче с ЮКД, выйдя в стартовом составе и отдав передачу на победный гол Ромео Паркса (матч закончился со счётом 1:0).
В июле 2019 года, посреди сезона, Керриган перешёл в столичный клуб ЮКД, так как хотел хотел окончить колледж. За клуб дебютировал 26 июля в домашнем матче с «Уотерфордом», выйдя в стартовом составе и забив свой первый гол в профессиональном футболе. В Кубке Ирландии за клуб дебютировал 11 августа в домашнем матче с «Леттеркенни Роверс», выйдя в стартовом составе и оформив дубль. То же самое произошло и в матче 1/8 финала с «Сент-Патрикс». 10 октября 2021 года в домашнем матче Первого дивизиона (по итогам сезона 2019 ЮКД вылетел из Высшего дивизиона) с «Кабинтили» вышел в стартовом составе и оформил первый в карьере хет-трик. 26 ноября 2021 года в гостевом матче финала плей-офф за выход в Высший дивизион с «Уотерфордом» вышел в стартовом составе и ассистировал на первый гол своей команды, чем помог вернуться в элиту ирландского футбола. За сезон Керриган забил 13 голов и отдал 10 голевых передач, став вторым лучшим бомбардиром и вторым лучшим ассистентом команды.
В июле 2022 футболист подписал трёхлетний контракт с клубом итальянской Серии B «Комо», который выиграл конкуренцию за игрока у английского клуба «Линкольн Сити». За клуб дебютировал 13 августа в гостевом матче Кубка Италии со «Специей», заменив на 74-й минуте Витторио Париджини. В лиге дебютировал 21 августа в гостевой игре с «Пизой», заменив на 67-й минуте Алекса Бланко и забив гол. По итогам сезона 2023/24 вместе с клубом впервые за 22 года вышел в Серию A.
26 января 2024 года на правах аренды до конца сезона присоединился к клубу Серии C «Новара». Дебютировал спустя два дня в домашнем матче против «Падовы», выйдя в стартовом составе. Первым результативным действием отметился 3 февраля в гостевой игре с «Джана Эрминио», отдав голевую передачу на Оливера Урсо.

## Карьера в сборной
За молодёжную сборную дебютировал 8 октября 2021 года в домашнем матче отбора к молодёжному Евро с молодёжной сборной Люксембурга, выйдя в стартовом составе и заработав пенальти. Первый гол за сборную забил 6 июня 2022 года в домашнем матче с молодёжной сборной Черногории, выйдя в стартовом составе и забив второй гол своей команды (3:1).

## Статистика

### Клубная
| Клуб             | Сезон            | Лига | Лига | Кубки | Кубки | Прочие | Прочие | Итого | Итого |
| Клуб             | Сезон            | Игры | Голы | Игры  | Голы  | Игры   | Голы   | Игры  | Голы  |
| ---------------- | ---------------- | ---- | ---- | ----- | ----- | ------ | ------ | ----- | ----- |
| Слайго Роверс    | 2018             | 11   | 0    | 0     | 0     | 1      | 0      | 12    | 0     |
| Слайго Роверс    | 2019             | 12   | 0    | 1     | 0     | —      | —      | 13    | 0     |
| Слайго Роверс    | Итого            | 23   | 0    | 1     | 0     | 1      | 0      | 25    | 0     |
| ЮКД              | 2019             | 8    | 1    | 2     | 4     | 0      | 0      | 10    | 5     |
| ЮКД              | 2020             | 20   | 5    | 1     | 0     | —      | —      | 21    | 5     |
| ЮКД              | 2021             | 32   | 12   | 3     | 1     | —      | —      | 35    | 13    |
| ЮКД              | 2022             | 19   | 2    | —     | —     | —      | —      | 19    | 2     |
| ЮКД              | Итого            | 79   | 20   | 6     | 5     | 0      | 0      | 85    | 25    |
| Комо             | 2022/23          | 4    | 1    | 1     | 0     | —      | —      | 5     | 1     |
| Комо             | 2023/24          | 8    | 0    | 1     | 0     | —      | —      | 9     | 0     |
| Комо             | Итого            | 12   | 1    | 2     | 0     | —      | —      | 14    | 1     |
| Новара (аренда)  | 2023/24          | 8    | 0    | —     | —     | —      | —      | 8     | 0     |
| Новара (аренда)  | Итого            | 8    | 0    | —     | —     | —      | —      | 8     | 0     |
| Всего за карьеру | Всего за карьеру | 124  | 21   | 8     | 6     | 1      | 0      | 132   | 26    |

## Достижения

### Клубные

#### ЮКД
- Выход в Высшую Лигу: 2021

#### «Комо»
- Выход в Серию A: 2023/24

### Личные
- Символическая сборная Первого дивизиона по версии PFAI: 2020, 2021

## Личная жизнь
У Керригана есть сестра, три двоюродные сестры, брат Шон, который также является футболистом и выступает за футбольную команду Мичиганского университета «Мичиган Спартанс», а также двоюродный брат Джонни Кенни, который выступает за шотландский «Селтик». Во время локдауна футболист работал в одном из супермаркетов сети SuperValu, в котором проходили съёмки некоторых сцен телесериала «Нормальные люди». Во время игры за ЮКД учился в Университетском колледже Дублина по специализации «Коммерция» и окончил его в 2022 году.